# Kapitał rzeczowy
Kapitał rzeczowy (fizyczny) – zasoby materialne, które są wykorzystywane w procesie produkcji. Kapitał rzeczowy może przykładowo obejmować maszyny, budynki i ich wyposażenie, urządzenia, narzędzia, środki transportu, zapasy, surowce czy półfabrykaty.
Poziom kapitału rzeczowego zależy od zrealizowanych wcześniej inwestycji.